# Laurika Rauch
Laurika Rauch (Kaapstad, 1 november 1950) is een Zuid-Afrikaanse zangeres. Ze is een van de bekendste contemporaine zangeressen in het Afrikaans.

## Levensloop
Rauch studeerde in de jaren zeventig drama aan de Universiteit Stellenbosch. Al tijdens haar studie trad ze op de Zuid-Afrikaanse televisie op, onder andere met op muziek gezette gedichten van Ingrid Jonker. Bovendien begon ze in deze jaren ook al naam te maken als vertolker van het werk van de Belgische chansonnier Jacques Brel.
In 1979 kwam Rauchs doorbraak met het liedje 'Kinders van die Wind' van Koos du Plessis. Sinds die tijd wordt zij gezien als een van de boegbeelden van het moderne Afrikaanse lied. Zij trad buiten haar vaderland op in België, Nederland, Engeland, Tsjechië en Duitsland.
Laurika Rauch is getrouwd met de liedjesschrijver Christopher Torr. Het echtpaar heeft twee kinderen, Nina en Simon.

## Discografie
- Debuut (1979)
- 'n Jaar in my lewe (1980)
- Vir Jou (1981)
- Jy is te dierbaar (1983)
- Laurika op Versoek (1985)
- Encore! Laurika (1988)
- Stuur Groete aan Mannetjies Roux (1990)
- Grootste Treffers Volume 1 (1991)
- Die Gang (1992)
- Hot Gates (1995)
- Grootste Treffers Volume 2 (1996)
- The Brel Album (1997)
- 19 Treffers van 21 Jaar (1999)
- Die mense op die Bus (1999)
- Hei mevrou Brown (dit gaan goed) (2000)
- Vier Seisoene kind (2002)
- My ou Tante Koba (2004)
- Die nuwe Trefferalbum (2004)